# Wegekreuz am Promenadenweg (Nörvenich)

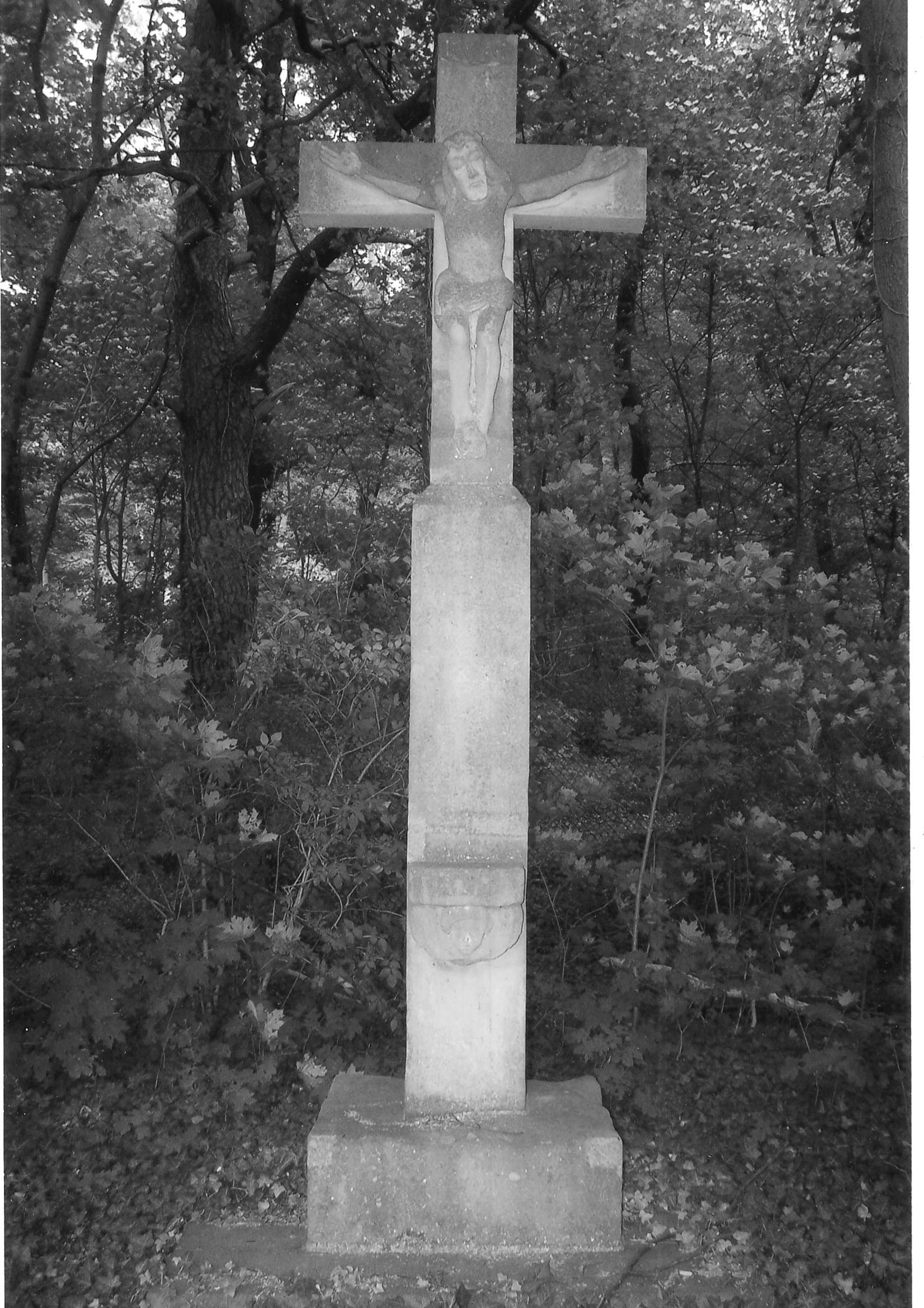
Das Kreuz

Das Wegekreuz am Promenadenweg ist ein denkmalgeschütztes Bauwerk in Nörvenich, Kreis Düren, Nordrhein-Westfalen. 
Im Zweiten Weltkrieg ist das vor unbekannter Zeit hier aufgestellte Kreuz zerstört worden. Das jetzt hier am Promenadenweg stehende Kreuz hatte früher seinen Platz in der Hardt. Von der Ecke Hardtstraße/Promenadenweg führte ein Weg bis zur Villa Peill. Etwas abseits von diesem Weg stand dieses Kreuz. Erst als das Gelände an die Bundeswehr überging, kam es 1955 an seinen jetzigen Platz. 
Es hat unterhalb des Korpus eine sehr stark verwitterte Beschriftung. Außer dem Namen Siebert Olbertz und der Jahreszahl 1707 sind nur einzelne Buchstaben erkennbar. Genauere Auskunft, was mit diesem Siebert Olbertz geschehen ist, gibt das Sterbebuch der Pfarre. 
Hier hat der Pastor, übertragen in die heutige Sprache, vermerkt:
„Am 17. Juni 1707 ist der Jüngling Siebert Olbertz, Sohn aus dem Hofgut der unteren Burg, wie man annimmt, durch die plötzliche Explosion einer Granate getötet worden. Er ist im Hardtwäldchen gefunden und hier beerdigt worden.“
Der Verunglückte hat wohl mit herumliegender Munition, die Soldaten zurückgelassen hatten, gespielt und ist dabei tödlich getroffen worden. Dieses schreckliche Ereignis hat die Eltern veranlasst, am Unfallort ein Kreuz aufzustellen. Es ist später eines der sieben Ziele der Beterinnen der Fußfälle geworden.
Bei der Fronleichnamsprozession wurde das Kreuz vom Trompeterhof aus geschmückt. Der Pastor erteilte von hier aus mit der Monstranz den Segen.
Das Kreuz wurde am 19. März 1985 in die Denkmalliste der Gemeinde Nörvenich unter Nr. 41 eingetragen.
Koordinaten: 50° 48′ 13,8″ N, 6° 38′ 41,8″ O